# Чемпіонат світу з біатлону 2006
42-й чемпіонат світу з біатлону проходив 12 березня 2006 року у Поклюці, Словенія, в рамках 7-го етапу Кубка світу. Оскільки згідно з правилами біатлону у роки проведення Олімпійських ігор до чемпіонату світу мають входити дисципліни, які не включені до переліку олімпійських, то в рамках чемпіонату світу була проведена лише одна гонка — змішана естафета.

## Медалісти та призери

### Змішана естафета
| Гонка:                                 | Золото:                                                                      | Час       | Срібло:                                                                    | Час       | Бронза:                                                                   | Час       |
| Змішана естафета 2 x 6 км + 2 x 7,5 км | Росія ІІ Ганна Богалій-Титовець Сергій Чепіков Ірина Мальгіна Микола Круглов | 1:16:24.8 | Норвегія І Лінда Груббен Халвар Ханевольд Тура Бергер Уле-Ейнар Б'єрндален | 1:17:18.5 | Франція І Флоранс Баверель-Робер Венсан Дефран Сандрін Байї Рафаель Пуаре | 1:18:23.0 |

## Таблиця медалей
| Місце  | Країна   | Золото | Срібло | Бронза | Загалом |
| ------ | -------- | ------ | ------ | ------ | ------- |
| 1      | Росія    | 1      | 0      | 0      | 1       |
| 2      | Норвегія | 0      | 1      | 0      | 1       |
| 3      | Франція  | 0      | 0      | 1      | 1       |
| Всього | Всього   | 1      | 1      | 1      | 3       |